# Сарыарык (Сайрамский район)
Сарыарык (каз. Сарыарық, до 2000 г. — Ленино) — село в Сайрамском районе Туркестанской области Казахстана. Входит в состав Кайнарбулакского сельского округа. Код КАТО — 515249500.

## Население
В 1999 году население села составляло 297 человек (160 мужчин и 137 женщин). По данным переписи 2009 года, в селе проживало 358 человек (189 мужчин и 169 женщин).